# Álvaro Armando Vasseur
Álvaro Armando Vasseur (Montevideo, 3 de mayo de 1878 - 1969) fue un poeta, escritor, diplomático, traductor y periodista uruguayo.  

## Biografía
Pasó unos años de su infancia en Santa Lucía para luego trasladarse a Argentina donde comenzó a colaborar con las revistas El Mercurio de América. A su regreso a Montevideo en 1900, colaboró con algunos periódicos publicando artículos con el seudónimo Américo Llanos y en algunas ocasiones usando las iniciales AV.
Tradujo del inglés al español las obras de muchos autores ingleses y norteamericanos como Walt Whitman y Søren Kierkegaard, colaborando así con difundir las obras de estos autores para toda la comunidad hispanoparlante
Fue cónsul en San Sebastián (España), en Nápoles (Italia), Lyon (Francia), Madrid (España), Río de Janeiro (Brasil) y La Plata (Argentina).

## Obras
- Cantos augurales. Editorial O. M. Bertani (1904).
- Cantos del nuevo mundo. Editorial Antonio Díaz (1907).
- Poemas (de Walt Whitman) (traducción). Ángel Guerra (juicio crítico), Armando Vasseur (prólogo y traducción). Editorial Claudio García y Cia (1912).
- Gloria. (teatro). Editorial América (1919).
- Todos los cantos. Editorial: Uruguay. Ministerio de Instrucción y Previsión Social (1985).